# Hylomys suillus
El gimnuro de cola corta (Hylomys suillus) es un mamífero erinaceido.

## Descripción
El gimnuro de cola corta tiene el aspecto de una pequeña musaraña. La longitud cabeza-tronco es de 105 a 146 mm y su cola es muy corta. midiendo solo de 12 a 30 mm. Los pelos del hilomio son grises en la base y amarillos y naranja en la punta, su piel es suave, las zonas ventrales son más claras y frecuentemente en el dorso del animal se puede notar una estría negra.

## Costumbres
El hilomio suillo es activo de día y de noche, se mueve rápidamente, saltando o corriendo sobre el suelo. Por lo regular sigue recorridos precisos y sabe trepar. Su dieta comprende pequeños vertebrados, insectos y lombrices. Este animal está dotado de glándulas que despiden un olor característico

## Distribución
Vive en Indonesia, Birmania, Tailandia, Malaca y China meridional. Habita en bosques húmedos y ricos en monte bajo.